# Industriminne

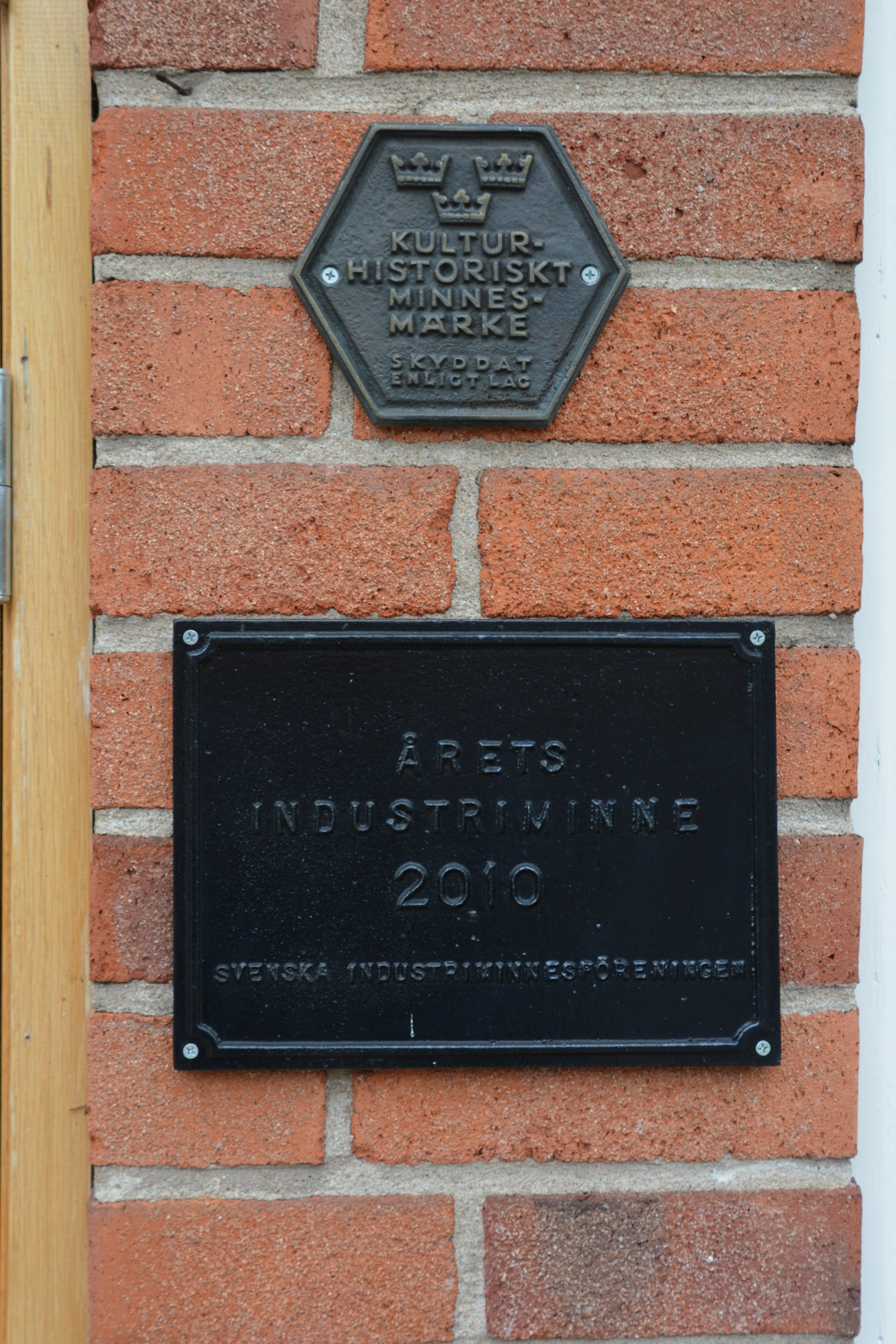
Plaketter för K-märkning och Årets industriminne 2010 på Stripa gruvas kontorshus.

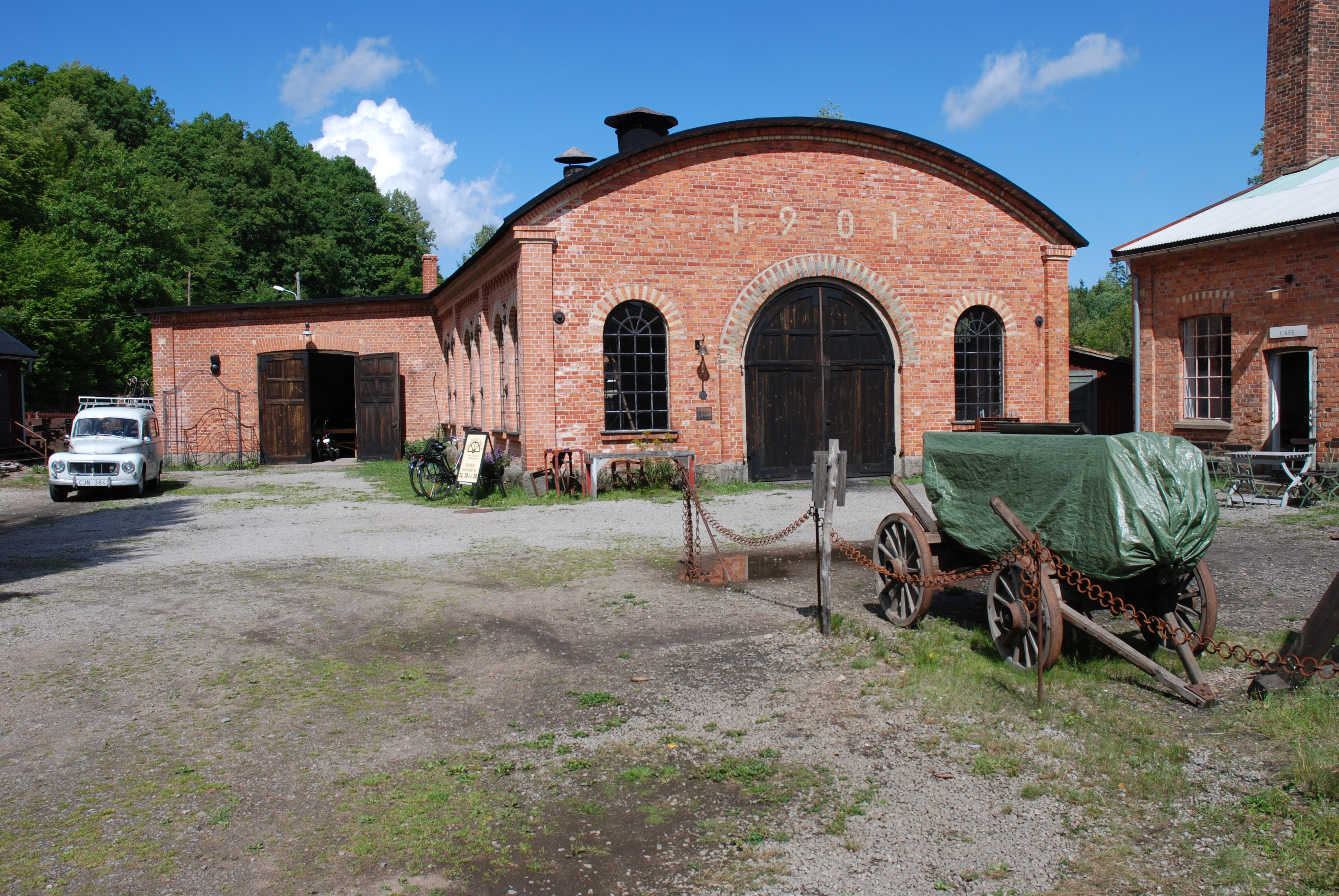
Gjuteribyggnaden på Ebbamåla bruk, Årets industriminne 1996.

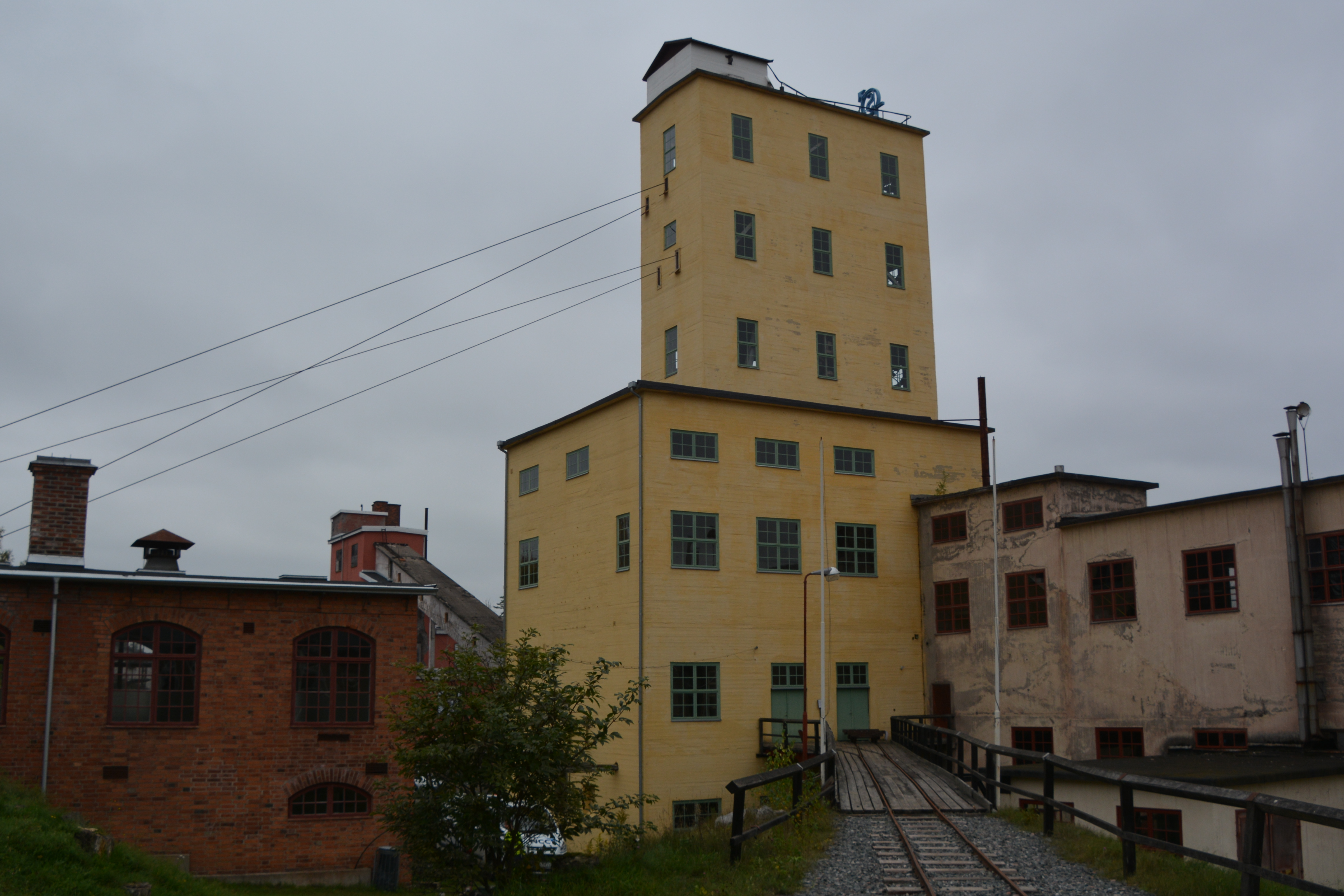
Maskinhuset och gruvlaven på Stripa gruva, Årets industriminne 2010.

Industriminne är en bevarad industriell anläggning eller miljö, som anses vara ett industrihistoriskt arv av intresse.

## Historik
Ett bredare intresse för äldre industrier växte fram i flera europeiska länder under 1950- och 1960-talen. En bakgrund var den strukturomvandling som medförde nedläggning av mindre industrier, järnbruk, gruvor, tegelbruk, järnvägar osv. Ofta uppstod lokala rörelser för att i någon mån bevara minnen från dessa, och de äldre byggnaderna för deras arkitektoniska värden.. En i Storbritannien uppmärksammad händelse som ökade intresset för industriminnen och industriarkitektur var rivningen 1962 av den doriska portiken framför järnvägsstationen Euston i London.
I Sverige utgavs 1974 en översiktlig redovisning av ett 80-tal objekt, Industriminnen, redigerad av Marie Nisser. I denna medverkade även Henrik O. Andersson, Fredric Bedoire, Göran Lindahl, Gunnar Sillén och Helene Sjunnesson. I detta sammanhang tillkom Industriminnesgruppen. Inventeringar av industriminnen skedde i mitten av 1970-talet på flera håll genom länsstyrelser, kommuner, enskilda företag och även enskilda personer.
En omfattande studiecirkelverksamhet följde på utgivningen av Gunnar Silléns Stiga vi mot ljuset och Sven Lindqvists Gräv där du står (se grävrörelsen). 1978 var Sverige värdland för tredje internationella industriminneskonferensen; den första hölls i Ironbridge i Storbritannien 1973, vilket räknas som starten för den internationella inudustriarvsorganisationen TICCIH (The International Committee for the Conservation of the Industrial Heritage). I Sveriges representeras TICCIH av Svenska industriminnesföreningen (SIM).

## Prioriterade svenska industriminnen enligt Riksantikvarieämbetet
Riksantikvarieämbetet tog år 1999 fram en rapport med förslag om bevarande och utveckling av Sveriges viktigaste industriminnen. Bakgrunden var ett uppdrag från regeringen att ta fram ett program för ett tiotal industriminnen. För prioritering av vilka industriminnen som i första hand borde finansiellt stödjas av staten, har ämbetet ansett teknikhistorisk respektive industrihistorisk betydelse - tillsammans med aspekter som rör sociala strukturer och arbetsliv - vara viktigare än arkitekturhistoriska och estetiska värden. 
De industriminnen som senare kom att ingå i Riksantikvarieämbetets handlingsprogram, som genomfördes 2002-2004, är:
- Falu gruva och Kopparbergslagen i Dalarna
- Frövifors pappersbruk i Västmanland
- Grimetons radiostation i Halland
- Karlskronavarvet i Karlskrona
- LM Ericsson och LM-staden i Stockholm
- Norbergs bergslag i Västmanland
- Pythagoras motorfabrik i Norrtälje
- Sjuhäradsbygdens textilindustri i Västergötland
- Smalspårsjärnvägen Hultsfred-Västervik i Småland
- Fall- och slussområdet i Trollhättan
- Ådalens industrilandskap i Ångermanland

## Mottagare av priset Årets industriminne
Svenska industriminnesföreningen har sedan 1995 delat ut priset Årets industriminne:
- 1995 Älvängens repslageri i Älvängen, Västergötland 57°57′30″N 12°7′13″Ö / 57.95833°N 12.12028°Ö
- 1996 Ebbamåla bruk i Blekinge 56°22′12″N 14°40′52″Ö / 56.37000°N 14.68111°Ö
- 1997 Grimetons radiostation i Halland 57°7′N 12°24′Ö / 57.117°N 12.400°Ö
- 1998 Borns Bryggeri i Alfta i Hälsingland 61°20′27.25″N 16°02′49.90″Ö / 61.3409028°N 16.0471944°Ö
- 1999 Oljeöns oljeraffinaderi i Ängelsberg i Västmanland 59°57′26″N 16°0′10″Ö / 59.95722°N 16.00278°Ö
- 2000 Bältarbo tegelbruk utanför Hedemora i Dalarna 60°17′57.81″N 15°58′53.14″Ö / 60.2993917°N 15.9814278°Ö
- 2001 Hovermo gårdsmuseum i Hovermo i Jämtland 62°53′00.02″N 14°21′38.31″Ö / 62.8833389°N 14.3606417°Ö
- 2002 Kyrkeby gårdsbränneri i Vissefjärda i Småland
- 2003 Kalklinbanan mellan Forsby och Köping i Södermanland respektive Västmanland 59°09′31″N 15°56′44″Ö / 59.15861°N 15.94556°Ö
- 2004 Ryttarens torvströfabrik i Kättilstorp i Västergötland 58°01′14″N 13°44′12″Ö / 58.02056°N 13.73667°Ö
- 2005 Hylténs Metallvarufabrik i Gnosjö i Småland 57°20′27″N 13°44′06″Ö / 57.34083°N 13.73500°Ö
- 2006 CTH Fabriksmuseum i Borlänge i Dalarna 60°29′12″N 15°26′07″Ö / 60.4867°N 15.4354°Ö
- 2007 Drängsmarks vatten- och ångsåg i Drängsmark i Västerbotten 64°56′2.5″N 20°57′24.5″Ö / 64.934028°N 20.956806°Ö
- 2008 Forsviks bruk i Västergötland 58°34′36″N 14°26′12″Ö / 58.57667°N 14.43667°Ö
- 2009 Porjus kraftverkssamhälle i Lappland  66°57′43″N 19°48′15″Ö / 66.96194°N 19.80417°Ö
- 2010 Stripa gruva i Lindesbergs kommun i Västmanland 59°42′23.06″N 15°05′48.04″Ö / 59.7064056°N 15.0966778°Ö
- 2011 Strömsborgs ullspinneri i Osby kommun i Skåne 56°20′54.38″N 14°00′44.39″Ö / 56.3484389°N 14.0123306°Ö
- 2012 Göteborgs remfabrik i Göteborg 57°42′10.8″N 11°59′29.41″Ö / 57.703000°N 11.9915028°Ö
- 2013 Nya Lapphyttan i Norbergs kommun i Västmanland 60°3′37″N 15°54′42″Ö / 60.06028°N 15.91167°Ö
- 2014 Olofsfors bruk i Nordmalings kommun i  Ångermanland
- 2015 Fengersfors bruk i Fengersfors i Åmåls kommun i Dalsland 55°59′43″N 12°28′9″Ö / 55.99528°N 12.46917°Ö
- 2016 Lessebo Handpappersbruk i Lessebo kommun i Småland 56°44′53″N 15°16′16″Ö / 56.74806°N 15.27111°Ö
- 2017  Långbans gruv- och kulturby  i Filipstads kommun i Värmland
- 2018 Dalslands kanal
- 2019 Växbo Lin i Hälsingland 61°24′45″N 16°33′12″Ö / 61.41250°N 16.55333°Ö
- 2020 Jädraås samhälle 60°50′26″N 16°28′30″Ö / 60.84056°N 16.47500°Ö
- 2021 Wallåkra stenkärlsfabrik 55°57′45″N 12°51′3″Ö / 55.96250°N 12.85083°Ö
- 2022 Abecita of Sweden/AB Corsettindustri[11] 57°44.1136′N 12°56.5240′Ö / 57.7352267°N 12.9420667°Ö
- 2023 Frövifors pappersbruksmuseum[12]
- 2024 Pythagoras industrimuseum